# Campeonato Europeo de Esgrima de 2005
El XVIII Campeonato Europeo de Esgrima se realizó en Zalaegerszeg (Hungría) entre el 28 de junio y el 3 de julio de 2005 bajo la organización de la Confederación Europea de Esgrima (CEE) y la Federación Húngara de Esgrima.
Las competiciones se realizaron en la Arena de Zalaegerszeg.

## Medallistas

### Masculino
| Evento              | Oro                                                                                  | Plata                                                                         | Bronce                                                                              |
| ------------------- | ------------------------------------------------------------------------------------ | ----------------------------------------------------------------------------- | ----------------------------------------------------------------------------------- |
| Florete individual  | Andrea Cassarà · Italia                                                              | Serguei Tijonov · Rusia                                                       | Andrea Baldini · Italia · Jérôme Jault · Francia                                    |
| Florete por equipos | Andrea Cassarà · Andrea Baldini · Salvatore Sanzo · Simone Vanni · Italia            | Serguei Tijonov · Andrei Deyev · Artiom Sedov · Maxim Bobok · Rusia           | Jérôme Jault Loïc Attely Térence Joubert Marcel Marcilloux Francia                  |
| Espada individual   | Tomasz Motyka · Polonia                                                              | Pavel Kolobkov · Rusia                                                        | Dmytro Chumak · Ucrania · Mathieu Denis · Francia                                   |
| Espada por equipos  | Tomasz Motyka · Adam Wiercioch · Robert Andrzejuk · Krzysztof Mikołajczak · Polonia  | Dmytro Chumak · Maxym Jvorost · Olexandr Horbachuk · Vitali Osharov · Ucrania | Géza Imre · Gábor Boczkó · Attila Fekete · Iván Kovács · Hungría                    |
| Sable individual    | Aldo Montano · Italia                                                                | Zsolt Nemcsik · Hungría                                                       | Steven Bauer · Alemania · Nicolas Lopez · Francia                                   |
| Sable por equipos   | Stanislav Pozdniakov · Alexei Yakimenko · Alexei Diachenko · Dmitri Aibushev · Rusia | Marcin Koniusz · Patryk Pałasz · Adam Skrodzki · Rafał Sznajder · Polonia     | Mihai Covaliu · Rareș Dumitrescu · Constantin Sandu · Alexandru Sirițeanu · Rumania |

### Femenino
| Evento              | Oro                                                                                        | Plata                                                                                    | Bronce                                                                            |
| ------------------- | ------------------------------------------------------------------------------------------ | ---------------------------------------------------------------------------------------- | --------------------------------------------------------------------------------- |
| Florete individual  | Sylwia Gruchała · Polonia                                                                  | Svetlana Boiko · Rusia                                                                   | Valentina Cipriani · Italia · Viktoriya Nikishina · Rusia                         |
| Florete por equipos | Valentina Cipriani · Elisa Di Francisca · Margherita Granbassi · Ilaria Salvatori · Italia | Viktoriya Nikishina · Svetlana Boiko · Yekaterina Yusheva · Yana Ruzavina · Rusia        | Cristina Ghiță · Cristina Stahl · Roxana Scarlat · Andreea Andrei · Rumania       |
| Espada individual   | Yana Shemiakina · Ucrania                                                                  | Hajnalka Tóth · Hungría                                                                  | Magdalena Grabowska · Polonia · Iuliana Măceșeanu · Rumania                       |
| Espada por equipos  | Liubov Shutova · Oxana Yermakova · Anna Sivkova · Yevgueniya Stroganova · Rusia            | Magdalena Grabowska · Olga Cygan · Danuta Dmowska · Beata Tereba · Polonia               | Yana Shemiakina · Nadiya Kazimirchuk · Nataliya Konrad · Yeva Vybornova · Ucrania |
| Sable individual    | Yekaterina Fedorkina · Rusia                                                               | Sofia Velikaya · Rusia                                                                   | Ilaria Bianco · Italia · Gioia Marzocca · Italia                                  |
| Sable por equipos   | Anne-Lise Touya Julie Bérengier Léonore Perrus Pascale Vignaux Francia                     | Yekaterina Fedorkina · Sofia Velikaya · Yelena Nechayeva · Svetlana Kormilitsyna · Rusia | Olha Jarlan · Olena Jomrova · Dariya Nedashkovska · Halyna Pundyk · Ucrania       |

## Medallero
| Núm. | País     | Oro | Plata | Bronce | Total |
| ---- | -------- | --- | ----- | ------ | ----- |
| 1    | Italia   | 4   | 0     | 4      | 8     |
| 2    | Rusia    | 3   | 7     | 1      | 11    |
| 3    | Polonia  | 3   | 2     | 1      | 6     |
| 4    | Ucrania  | 1   | 1     | 3      | 5     |
| 5    | Francia  | 1   | 0     | 4      | 5     |
| 6    | Hungría  | 0   | 2     | 1      | 3     |
| 7    | Rumania  | 0   | 0     | 3      | 3     |
| 8    | Alemania | 0   | 0     | 1      | 1     |
|      | TOTAL    | 12  | 12    | 18     | 42    |